# Blocklandmorde

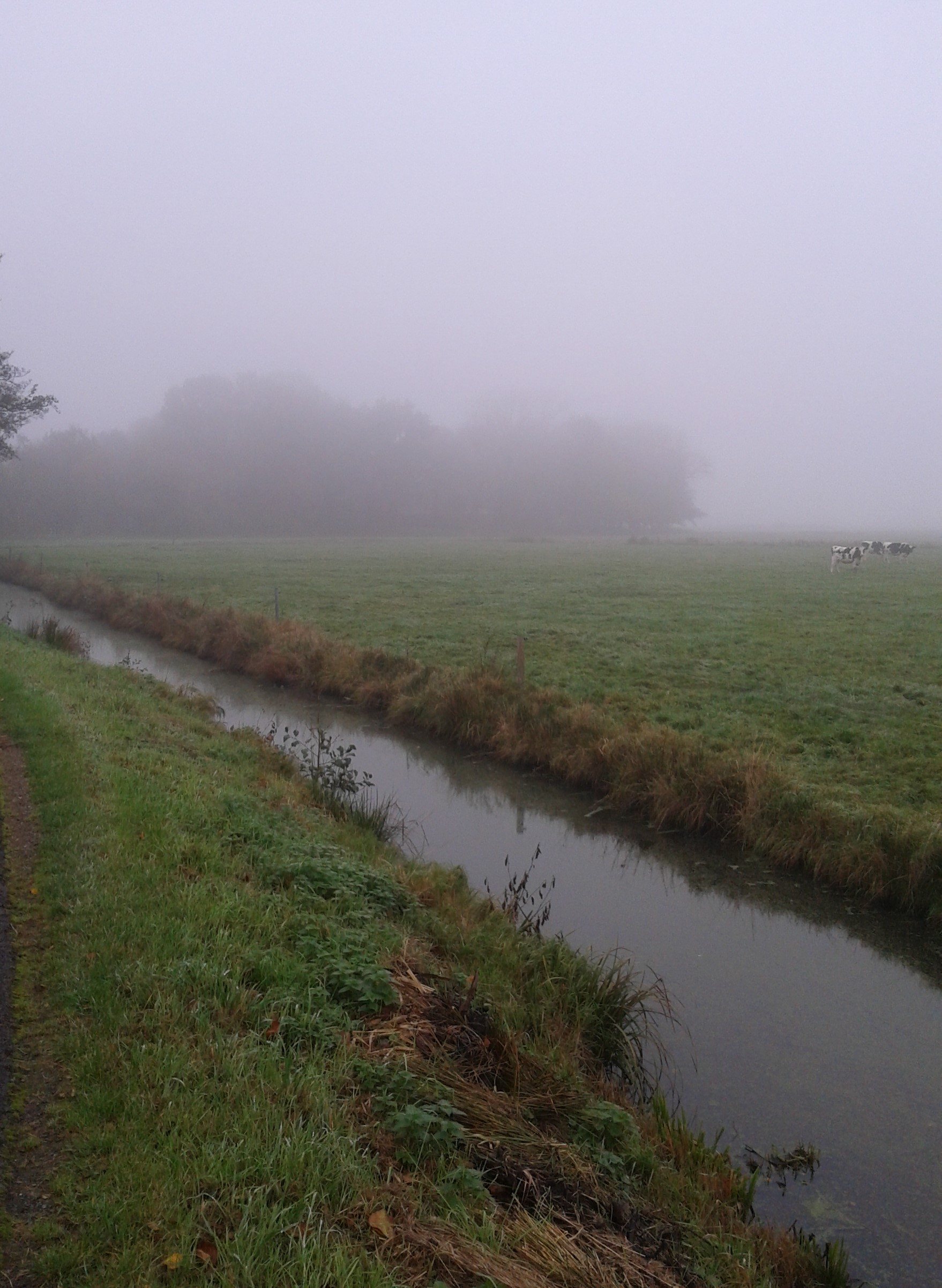
Herbstnebel im Niederblockland. Im Hintergrund die inzwischen aufgegebene Wurt des Hofs Kapelle

Die Blocklandmorde (auch Kapelle-Morde) sind ein Massenmord in der unmittelbaren Nachkriegszeit im Bremer Niederblockland. Sie wurden bei einem nächtlichen Raubüberfall auf den einsam gelegenen Hof Kapelle von einer Gruppe ehemaliger Zwangsarbeiter im November 1945 begangen. Dabei wurden zwölf der dort angetroffenen Bewohner erschossen. Erneute öffentliche Aufmerksamkeit erhielt der Fall 1967, als der einzige trotz schwerer Verletzungen Überlebende sich für eine Begnadigung der Täter und ihre Resozialisierung einsetzte.

## Zeitgeschichtlicher Hintergrund
Das Kriegsende im Mai 1945 führte zwar zu einem Ende der Kampfhandlungen und zur Auflösung des NS-Regimes, allerdings kehrte nicht sofort wieder Frieden und Normalität ein. Polizei und Rechtswesen mussten nach rechtsstaatlichen Grundsätzen neu aufgebaut werden und wurden zum Teil vorübergehend von der Militärregierung der Besatzungsmächte wahrgenommen. Zudem waren infolge des Krieges und der Terrorherrschaft der Nationalsozialisten viele Menschen obdachlos geworden, waren aus der Heimat vertrieben oder verschleppt worden.
Im Bremer Umfeld, wo während des Kriegs Zwangsarbeiter in mehreren Außenstellen des KZ Neuengamme unter anderem in der Rüstungsindustrie gearbeitet hatten, gab es auch nach dem Krieg mehrere Lager von sogenannten Displaced Persons (DP), darunter das Camp Grohn und das ehemalige Zwangsarbeiterlager Tirpitz am Schwarzen Weg in Bremen-Gröpelingen. Viele DPs waren ehemalige polnische Zwangsarbeiter. Dafür, dass ihnen Unrecht geschehen war, gab es in der deutschen Bevölkerung kaum ein Bewusstsein, sie galten weiterhin als „Fremdarbeiter“ und es bestanden ihnen gegenüber zahlreiche Vorurteile.
Ihnen blieben unter den Bedingungen der wirtschaftlichen Not und des Schwarzmarktes kaum legale Verdienstmöglichkeiten. Es kam laut Polizeistatistik nach 1945 in absoluten Zahlen zu einem starken Anstieg der Kriminalität von DPs. Angesichts der sehr großen Anzahl an DPs, die zu dieser Zeit in Bremen lebten, gehen heutige Historiker davon aus, dass die Kriminalitätsrate polnischer DPs übertrieben wurde.

## Hof Kapelle

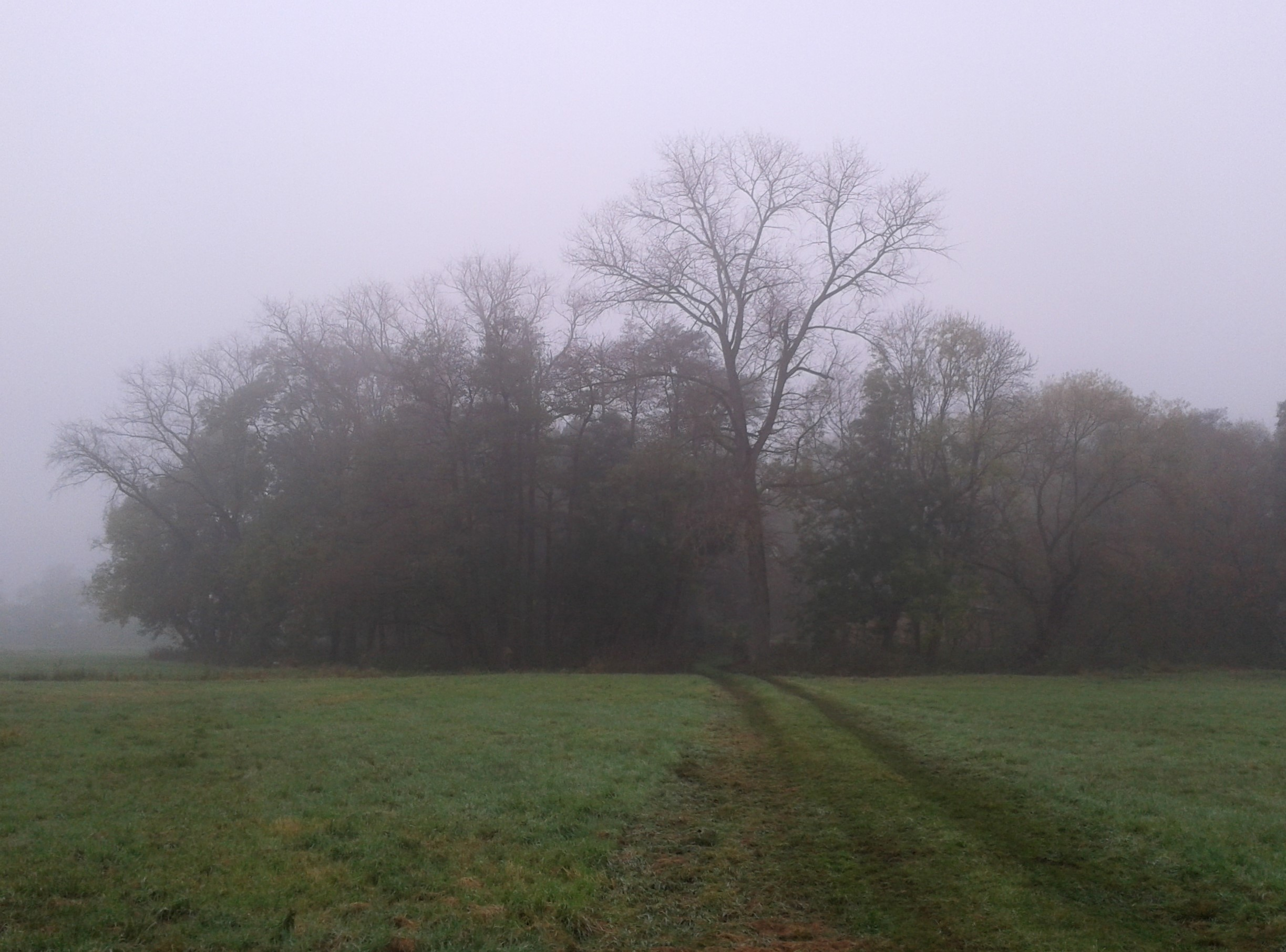
Die heute verwaiste, mit Bäumen bestandene Wurt des ehemaligen Hofs Kapelle

Der Hof Kapelle war – im Überschwemmungsgebiet der Wümme gelegen – auf einer Wurt erbaut worden. Der Name des Hofes, der erstmals im 14. Jahrhundert erwähnt wird, bezieht sich auf eine vorher auf dieser Wurt gelegene Kapelle holländischer Moorkolonisatoren, die im 12. Jahrhundert nach Bremen geholt worden waren. Der Hof lag in Stadtnähe und relativ zentral im Blockland, aber dennoch mit über zwei Kilometer weitem Weg zum nächsten bewohnten Haus. Bewirtschaftet wurde der Hof von Friedrich Wilhelm Flothmeier und Meta Flothmeier, geb. Garbade. Zur Hausgemeinschaft gehörten ein Dienstmädchen und ein Knecht. Während des Zweiten Weltkriegs hatte auf dem Hof ein serbischer Zwangsarbeiter gearbeitet, der mit der Familie danach noch im Briefkontakt stand. Zum Zeitpunkt der Tat wohnte auch die Tochter der Flothmeiers mit drei Töchtern und einem Sohn, ihrem Ehemann und seinen Eltern bei ihnen, da sie in ihrem Haus in Bremen-Findorff ausgebombt worden waren.

## Ereignisse in der Tatnacht
Am Dienstag, dem 20. November 1945 war im Blockland nebliges Herbstwetter. Die Hausgemeinschaft des Hofs Kapelle, mit einer Besucherin waren es insgesamt dreizehn Personen, hatte den Vorabend des Buß- und Bettags gemeinsam mit Gesprächen über die unsichere Zukunft, insbesondere Berufsperspektiven der jugendlichen Enkelinnen der Flothmeiers verbracht, bevor sich die Bewohner um 22 Uhr schlafen legten.
Kurz vor Mitternacht wurden sie durch Lärm auf der Diele wieder geweckt und vermuteten bereits einen Überfall durch „Russen oder Polen“. Tatsächlich traf der Schwiegersohn der Flothmeiers, Wilhelm Hamelmann, zehn mit Pistolen bewaffnete Polen an, deren Anführer perfekt Deutsch sprach. Er zwang Wilhelm Hamelmann mit vorgehaltener Pistole, alle Hausbewohner aus den Zimmern zu holen und in das Schlafzimmer der Flothmeiers zu bringen, wo sie einer der Polen bewachte. Inzwischen hatten die Polen die Telefonleitungen gekappt und begannen, Lebensmittel und Wertsachen zusammenzutragen. Wilhelm Hamelmann gab ihnen zu verstehen, dass sie alles mitnehmen dürften, solange sie die Hausbewohner in Frieden ließen, und trat ihnen angesichts einer groben Behandlung seiner Eltern entgegen.
Schließlich kam es zu einer Unruhe unter den ehemaligen Zwangsarbeitern und in der Folge forderte der Anführer die Hausbewohner auf, in den nur gebückt begehbaren Keller zu steigen. Nachdem die Bewohner des Hofs zunächst gedacht hatten, dass sie eingesperrt werden sollten, um die Flucht der Täter nicht zu verhindern, eröffneten der Anführer und drei andere Polen plötzlich das Feuer und schossen auf Kopf und Schläfen der Bewohner. Wilhelm Hamelmann wurde zunächst in die Lunge, dann in Unterarm, Fuß und im Gesäß getroffen. Nachdem die Täter die Schüsse abgegeben hatten, verschwanden sie zunächst, wobei der Anführer noch mehrmals zurückkam, um sich davon zu überzeugen, dass von den Opfern niemand mehr lebe. Zwölf Personen starben bei dem Überfall, darunter die minderjährigen Kinder Hamelmanns sowie ein 15-jähriger Knecht. Nur Hamelmann selbst überlebte, weil er sich – nicht tödlich getroffen – tot stellte.
Hamelmann machte sich nach einiger Zeit auf, um beim nächsten Hof Hilfe zu holen. Dafür nahm er sich das einzige Fahrrad, das die Täter auf dem Hof zurückgelassen hatten, ein „kleines Mädchenrad“. Trotz seiner schweren Verletzungen gelang es ihm, die gut zwei Kilometer, auf das Rad gestützt, zurückzulegen, und er sagte bei seiner Ankunft: „Ich habe keine Eltern, keine Frau und keine Kinder mehr. Ich habe nichts mehr.“ Hamelmann wurde von einem Überfallkommando ins Diakonissen-Krankenhaus in Bremen-Gröpelingen gebracht, wo er für die nächsten drei Monate verblieb.

## Unmittelbare Reaktionen der Öffentlichkeit

### Politik und Medien
Das brutale Vorgehen der Täter führte zu einer starken Verunsicherung der Bevölkerung und machte die Wehrlosigkeit gegenüber Kriminalität exemplarisch deutlich. Als Reaktion setzten sich Politiker für eine Verbesserung der öffentlichen Sicherheit ein und forderten die amerikanische Besatzungsmacht auf, die deutsche Polizei bei der Bekämpfung von Kriminalität durch „noch im Lande befindliche fremde Elemente“ zu unterstützen. Der Bremer Polizeipräsident Helmut Yström kündigte bereits einen Tag nach den Morden einen Katalog von „Maßnahmen gegen die Polenplage“ an. Bürgermeister Wilhelm Kaisen, der während der Nazizeit selbst als Landwirt in der Wümmeniederung gesiedelt hatte, sprach vom „Terror der Polen“ und berichtete in einer Senatssitzung von Bestrebungen, „die Polen wieder in Arbeit zu bringen“. Yström forderte, die Polen aus ihren Lagern „nicht mehr herauszulassen“ und in den ländlichen Gebieten Freiwillige mit Gewehren auszustatten. Die Besatzungsmacht ging auf die zweite Forderung ein, so dass es zu einer Organisation von Bauern in „ländlichen Selbstschutzabteilungen“ kam.
Der Bremer Weser-Kurier berichtete am 24. November 1945 ausführlich unter der Überschrift „Grauenerregende Raubmorde“; am 28. November wurde unter dem Titel „Helft der Polizei“ um Mithilfe der Bevölkerung gebeten. Eine Gegenwehr sei letztlich aber nur durch zügigen Neuaufbau der Kriminalpolizei und Verstärkung der Schutzpolizei gewährleistet. Ein polnischer Verbindungsoffizier kritisierte, dass die Berichterstattung in der örtlichen Presse einseitig und Ausdruck „einer feindlichen Einstellung den Polen gegenüber“ sei, die angesichts der schrecklichen Erlebnisse von Polen in deutschen Gefängnissen und Konzentrationslagern nicht zu einer Verbesserung ihrer Notlage und der zwischenstaatlichen Beziehungen führen würde.
Die Gewerkschaften riefen zu Gedenkminuten auf, die SPD und KPD zum Besuch der Beerdigung in Wasserhorst, bei der ca. 600 Bremer erschienen. Dort wurden – sehr zum Missfallen der Blocklander Bauernschaft – rote Fahnen und Transparente gezeigt, welche die Taten in Relation zu NS-Kriegsverbrechen setzten. In seiner Grabrede spielte der Pastor auf die Verantwortung der Besatzungsmacht an, die die Polen aus der Zwangsarbeit entlassen habe: „Müßiggang ist und bleibt aller Laster Anfang!“

### Polizei und Justiz
Der starke politische Druck führte zu einer raschen und effektiven Verfolgung der Täter. Dabei wurde das weiterhin für DPs genutzte ehemalige Zwangsarbeiterlager Tirpitz in Gröpelingen umstellt und die Auslieferung der Täter verlangt. Tatsächlich konnten neun ehemalige polnische Zwangsarbeiter gefasst werden, wobei der Anführer bereits in der Nacht geflohen war.
Bei einer Gegenüberstellung mit Wilhelm Hamelmann gab dieser zunächst an, dass alle neun festgenommenen Polen an dem Überfall teilgenommen hätten. In der darauffolgenden Nacht kamen ihm jedoch bezüglich eines Häftlings Zweifel, die er sofort den Ermittlungsbehörden mitteilte. Da dieser Häftling auch von anderer Seite entlastet werden konnte, wurde er freigelassen. Später stellte sich heraus, dass der neunte Täter mit dem Anführer geflohen war. Er wurde einige Monate später in München festgenommen.
Bereits nach zwei Wochen fand ein Gerichtstermin im Krankenhaus statt, um die Zeugenaussagen des immer noch schwerkranken Wilhelm Hamelmann aufnehmen zu können.
Der eigentliche Prozess begann im Frühjahr 1946 vor einem amerikanischen Militärgericht. Die Vorgeschichte der Angeklagten – es handelte sich bei allen um polnische Zwangsarbeiter, von denen zwei erst 21 und 22 Jahre alt waren – wurde dabei kaum erörtert, obwohl dies von einem polnischen Anwalt angemahnt worden war.
Nach Aussage eines der Angeklagten hatte der Anführer den anderen Tätern nach dem Überfall gesagt: „Ich habe mich für meine Eltern gerächt. Sie wurden von der SS in Polen erschossen. Ich habe jetzt Genugtuung.“
Die Polen wurden aufgrund des gemeinschaftlich begangenen mehrfachen Mordes schuldig gesprochen. Die Tat sei grausam, heimtückisch, aus Habgier und niedrigen Beweggründen und zur Verdeckung einer Straftat begangen worden. Vier der Polen und – in Abwesenheit – der flüchtige Anführer wurden zum Tode verurteilt, ein Täter bekam eine 40-jährige Gefängnisstrafe, die anderen Täter lebenslange Zuchthausstrafen. Drei von ihnen wurden 1963 von den Amerikanern amnestiert.

### Strafvollzug
Die vier Haupttäter wurden auf dem Neuenlander Feld am 13. Juli 1946 durch Erschießen hingerichtet. Drei Täter waren bis 1967 in Hamburg-Fuhlsbüttel inhaftiert, wurden dann aber unter anderem auf Betreiben Wilhelm Hamelmanns begnadigt.

## Spätere Aufarbeitung

### Hamelmann: „Vergeben statt Vergelten“
Der einzige Überlebende der Blocklandmorde, der 43-jährige Wilhelm Hamelmann, war Apothekerassistent aus dem Arbeiterviertel Walle. Obwohl er bei dem Verbrechen seine Frau, Kinder, Eltern und weitere Verwandte verloren hatte, setzte er sich für eine Begnadigung der Täter und ihre Resozialisierung ein, um den Kreislauf von Schuld und Vergeltung zu durchbrechen. Er war nach eigenem Bekunden wiedergeborener Christ und hatte seine Töchter in der Wilhadi-Gemeinde in Walle konfirmieren lassen, die der Bekennenden Kirche nahestand. Er verstand sich zudem als Antifaschist und hatte wohl Kontakte zu Sozialdemokraten und Kommunisten. Hamelmann wurde jedenfalls nach dem Krieg Vorsitzender der Arbeiterhilfe von Bremen-Walle, aus der später die Arbeiterwohlfahrt hervorging.
Die Situation, seiner Familie beraubt zu sein und dem Tode nah im Keller zu liegen, führte bei Hamelmann zu einer existenziellen Krise, die seinen Glauben an Gott schwer auf die Probe stellte. Zugleich erfuhr er sie als eine Stunde der Offenbarung, in der ihm die Unbedingtheit der göttlichen Gnade und die Kraft seiner Liebe deutlich geworden seien.
In starken inneren Kämpfen, die er in einem Erfahrungsbericht schildert, entschied sich Wilhelm Hamelmann gegen eine Haltung, die mit Hass und Vergeltung auf das von ihm erfahrene Unrecht reagiert, und für die Liebe:

„Hier geschah eins der größten Wunder, das ich in meinem Leben erfahren durfte: Der Herr schenkte mir unmittelbar die Liebe – Seine Liebe – zu diesen armen, vom Satan verführten Menschen.“

An diesem Gedanken, das Vergeben an die Stelle der Vergeltung zu setzen, hielt Hamelmann bis zu seinem Tod im Jahr 1979 fest. Bereits vor der Beerdigung seiner Angehörigen, als er sich noch im Krankenhaus befand, hatte er darum gebeten, dass die Trauerfeier nicht genutzt werden solle, zum Hass gegen bestimmte Bevölkerungsgruppen aufzustacheln. Man solle nicht ein ganzes Volk für die Taten einiger seiner Angehöriger verantwortlich machen. Bei dieser Beisetzung, an der er wegen seiner Verletzungen nicht teilnehmen konnte, ließ er einen „Gruß an die Trauergemeinde“ verlesen, in dem er unter anderem schrieb: „Das ganze Volk leidet und hält Ausschau nach denen, die fähig sind, in der Tat der Liebe und nicht des Hasses zu führen.“
Vor der Gerichtsverhandlung bewegte er den amerikanischen Staatsanwalt, der für alle zehn Täter die Todesstrafe fordern wollte, dies nur für den Anführer und die drei Haupttäter aufrechtzuerhalten und für die restlichen Täter Haftstrafen zu fordern. Daraufhin überließ der Staatsanwalt dem Gericht die Strafzumessung.
Hamelmann verfasste 1967 an die Botschaft der USA gerichtete handschriftliche Gnadengesuche für drei in der Haftanstalt Fuhlsbüttel inhaftierte Täter, nachdem er aus der Presse über ihren Verbleib erfahren hatte.
Wilhelm Hamelmann schildert die Reaktionen der beiden Polen bei ihrem ersten Zusammentreffen im Gefängnis – ein dritter, der inzwischen offenbar psychisch erkrankt war, hatte den Kontakt mit ihm verweigert:
Während einer der beiden ihm deutlich, auf fast brüske Weise, zu verstehen gab, dass er dem Anliegen Hamelmanns um ihre Begnadigung keine Chancen einräume, wirkte der andere zugleich zerknirscht und misstrauisch. Er, der sich nach Hamelmanns Erinnerung „in jener Nacht nach der negativen Seite besonders hervorgetan“ hatte, wollte von Hamelmann wissen, was er von ihm wolle. Er habe seit der Ankündigung seines Besuches „die schlaflosesten Nächte seines Lebens“ gehabt. Hamelmann ließ sich mit den beiden jedoch Zeit und überzeugte sie von seinen guten Absichten, so dass sie schließlich Vertrauen zu ihm fassten.
Schließlich holte er die beiden nach der Entlassung aus der Haft mit dem Privatauto ab. Hamelmann weist in seinen Erinnerungen auf die Hilflosigkeit der gerade Entlassenen hin, als sie mit ihm in einer Autobahnraststätte mit einer ungewohnten Umgebung konfrontiert wurden. Er brachte sie zunächst nach Wildeshausen, wo er zwischenzeitlich ein Altenpflegeheim eröffnet hatte. Allerdings musste er sie wegen anonymer Drohungen nach einiger Zeit an einem anderen Ort unterbringen.
Der Aufenthaltsort des Anführers wurde Hamelmann später bekannt, er sah jedoch nach eigenen Angaben davon ab, Vergeltung zu üben.
Die Haltung Hamelmanns wurde in den Medien thematisiert und rief Ende der 1960er Jahre Bewunderung, aber auch Unverständnis hervor.

### Wanderausstellung zu den Blocklandmorden
2012 wurde von dem Journalisten Helmut Dachale in Kooperation mit dem Bildungswerk der Bremer Evangelischen Kirche und dem Kulturhaus Walle die Wanderausstellung „Versöhnung im Alleingang. Die Blocklandmorde, November 1945“ konzipiert. Sie wurde bisher in Bremer Gemeinden, Kulturzentren und einem Hofcafé im Bremer Blockland gezeigt.

## Familie
Wilhelm Hamelmann lernte im Krankenhaus seine spätere zweite Frau kennen und gründete eine neue Familie. Er starb 1979. Seine Enkelin aus dieser Verbindung, die Journalistin Lilli Heinemann, arbeitete ihre Familiengeschichte 2019 in einem Artikel im ZEITmagazin auf. 2020 erschien auf der Seite des Guardian eine englische Version des Artikels.